# پانام (افغانستان)
پانام (به لاتین: Panam) یک منطقهٔ مسکونی در افغانستان است که در ولایت بدخشان واقع شده‌است.